# Kościół św. Trójcy w Oleśnicy
Kościół Świętej Trójcy – rzymskokatolicki kościół pomocniczy należący do parafii św. Jana Apostoła i Ewangelisty w Oleśnicy.
Wybudowany w stylu barokowym w 1744 roku dzięki staraniom ks. Leopolda Johannesa Pientaga za zgodą cesarza Karola VI Habsburga. Do 1945 roku był jedynym kościołem katolickim w Oleśnicy. W 1945 roku podczas działań wojennych został spalony i zniszczony. W latach 1958–1959 odgruzowywany, a w latach 1960–1962 odbudowany i zadaszony, wpisany do rejestru zabytków nieruchomych województwa dolnośląskiego.

## Historia
W 1538 roku Karol I Podiebradowicz usunął z księstwa oleśnickiego duchownych katolickich, a religią książąt stał się protestantyzm. Dotychczasowe kościoły katolickie zostały przejęte przez protestantów. Idee Marcina Lutra rozprzestrzeniały się w księstwie jednak już na początku wieku XVI.
Protestancki charakter miasta i rodów w nim panujących nie spotykał się z aprobatą dynastii habsburskiej. W mieście było pięć świątyń protestanckich i już ani jednej katolickiej. Nie oznacza to jednak, że katolicy byli w Oleśnicy prześladowani. Mimo to na początku wieku XVIII ich społeczność liczyła około 100 osób. Wraz z pojawieniem się w mieście garnizonu armii austriackiej pojawiła się potrzeba znalezienia miejsca kultu dla katolików. W 1727 roku, przy nieistniejącej współcześnie Bramie Mariackiej, wzniesiono kaplicę, a w 1738 roku ks. Leopold Johannes Pientag uzyskał zgodę od cesarza Karola VI Habsburga na budowę kościoła dla katolików w Oleśnicy. Wraz ze zgodą cesarz przeznaczył na poczet tego przedsięwzięcia 6000 guldenów.
Barokowa świątynia została wybudowana w latach 1738–1744. W 1744 roku odbyło się też pierwsze nabożeństwo. Ołtarz i ambonę wykonał wrocławski rzeźbiarz Franz Joseph Mangoldt. W 1748 roku wymalowano wnętrze kościoła, a dwa lata później zmarł ks. Pientag i został pochowany w tej właśnie świątyni. Natomiast w latach 1750–1755 F. A. Scheffler lub Anton Erazm Beüer namalował iluzjonistyczny ołtarz . W 1776 roku przeprowadzono podwyższenie wieży i nakryto ją hełmem projektu J.W. Hellera, który był architektem księcia Karola Christiana Erdmanna Wirtemberskiego. W 1783 roku kościół wyposażono w organy, które jednak po roku przestały działać. Prace remontowe wykonał Gottlieb Benjamin Engler w 1798 roku.
11 września 1854 roku biskup Heinrich Förster zmienia status kościoła na parafialny. W skład wspólnoty, poza Oleśnicą, należało 30 innych miejscowości.
W 1928 roku na kościelnej dzwonnicy zawieszono nowy dzwon. W 1932 roku organy wyremontowane przez Englera zostały zastąpione 21-głosowym instrumentem firmy organmistrzowskiej Berschdorf z Nysy. W 1944 roku przeszły one remont, ale rok później uległy spaleniu. Wraz ze wzrostem liczby wiernych kościół okazał się być za mały. W 1935 roku nowym proboszczem został dr Roman Reisse, który przeprowadził rozbudowę świątyni. W związku z okoliczną zabudową i przebiegiem ulic możliwości były ograniczone. Zburzono stary dom parafialny przy Georgenstrasse (obecna ul. Kościelna), a w jego miejsce dobudowano dodatkowe pomieszczenie, dzięki któremu liczbę miejsc zwiększono do 1000. Dom parafialny przeniesiono natomiast do byłego przytułku znajdującego się przy Wendestrasse (obecna ul. Łużycka) .
Jeszcze w grudniu 1944 roku w kościele odbywały się nabożeństwa. 20 stycznia 1945 roku ludność Oleśnicy została wysiedlona. Kościół uległ zniszczeniu i spaleniu podczas walk z 24 na 25 stycznia. Działania wojenne przetrwały: ambona, ołtarz główny i częściowo ołtarze boczne. W latach 1958–1959 przeprowadzono prace mające na celu odgruzowanie świątyni, jednak jej nie rozebrano mimo takich pierwotnych planów . W latach 1960-1962 kościół odbudowano i zadaszono, a Renata Dubiel odrestaurowała ołtarz. W 1963 roku Jan Molga i ks. Kazimierz Fedyk zakończyli prace nad polichromiami. Po lewej stronie od ołtarza została wykonana polichromia, przedstawiająca procesję, której uczestnicy przypominają osoby biorące udział przy renowacji. W 1969 roku na kościele położono nowy dach, a w 1977 roku odnowiono zewnętrzne tynki.
W 2002 roku dzięki staraniom ks. Władysława Ozimka rozpoczęła się renowacja i rewaloryzacja świątyni, którą kierował Wiesław Piechówka. Prace te zostały zakończone w 2005 roku .

## Architektura i wyposażenie
Do zdobień kościoła zaliczają się gzymsy profilowane, pilastry, opaski dookołaokienne i płyciny . Nad chórem sklepienie w kształcie kopuły, a nad ołtarzem, na sklepieniu, malowidło Chrystusa w glorii.
Na wieży zawieszone są trzy dzwony. Dwa mniejsze odlane przez Rudolfa Matheisela we Lwowie w 1926 i 1922 roku posiadają inskrypcje w języku polskim, natomiast największy dzwon odlany w 1923 roku posiada inskrypcję w języku łacińskim.

## Galeria

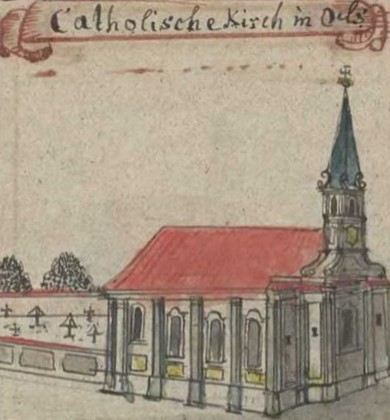
Przedstawienie kościoła z XVIII wieku wg F. B. Wernera
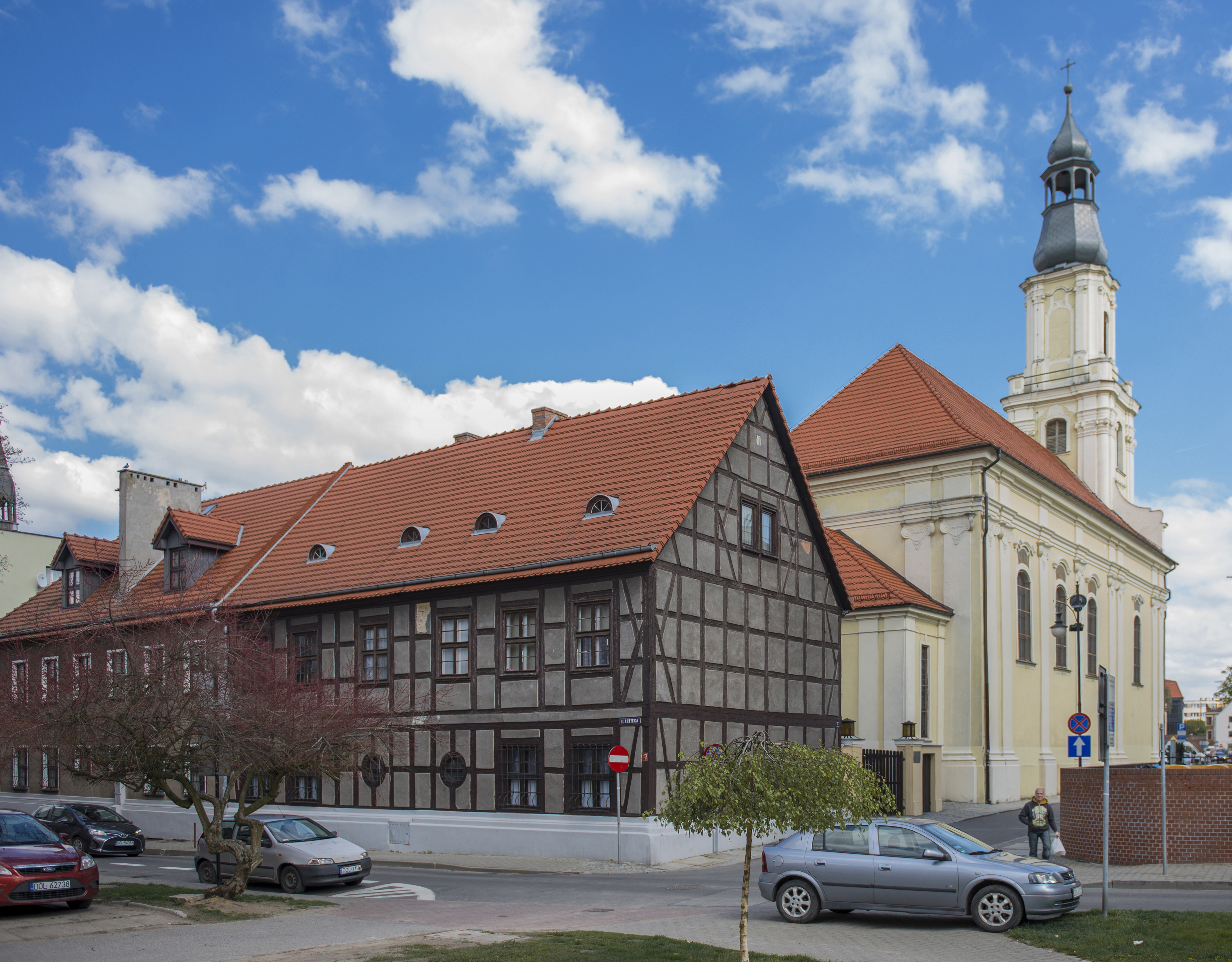
Kościół z budynkiem parafialnym
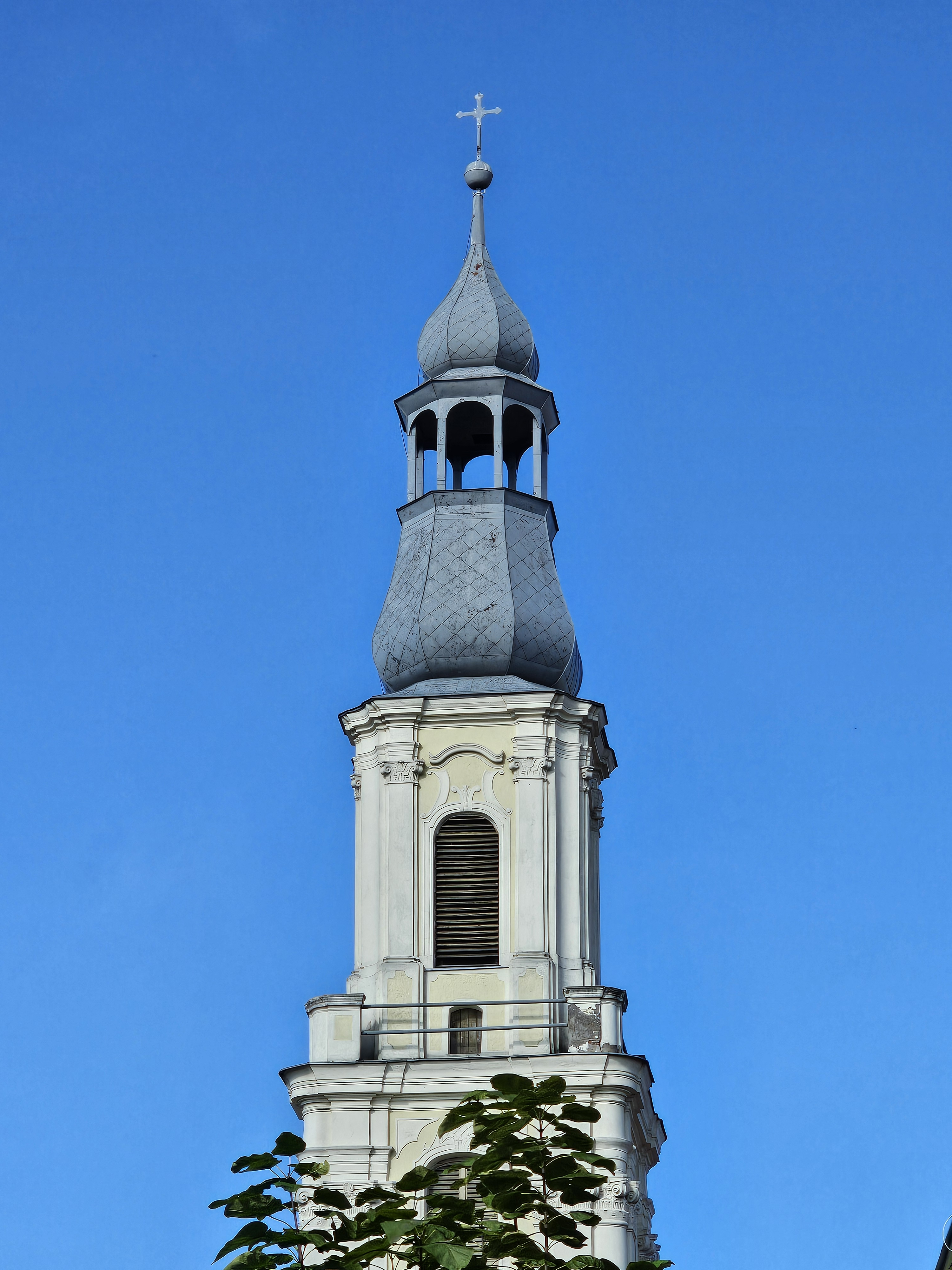
Hełm wieży